# Монтиляна
Монтиляна (на испански: Montillana) е населено място и община в Испания. Намира се в провинция Гранада, в състава на автономната област Андалусия. Общината влиза в състава на района (комарка) Лос Монтес. Заема площ от 76 km². Населението му е 1360 души (по данни от 2010 г.). Разстоянието до административния център на провинцията е 51 km.